# ASA Sceaux
El ASA Sceaux es un equipo de baloncesto francés con sede en la ciudad de Sceaux. Disputa sus partidos en el Gymnase des Clos Saint Marcel.

## Posiciones en liga
- 1989 - (9-B)
- 1990 - (7-B)
- 1991 - (B)
- 1992 - (2-B)
- 1993 - (B)
- 1994 - (10)
- 1995 - (A1)
- 1996 - (N2)
- 1997 - (8-N2)
- 1998 - (4-N2)
- 2000 - (6-N1)
- 2001 - (11-N1)
- 2002 - (N2)
- 2010 - (NM3)
- 2011 - (11-NM2)
- 2012 - (12-NM2)
- 2013 - (1-NM3)
- 2014 - (10-NM2)
- 2015 - (12-NM2)
- 2016 - (13-NM2)
- 2017 - (-NM3)
- 2018 - (-NM3)
- 2019 - (-NM3)

## Palmarés
- Campeón Pro B - 1993
- Campeón NM1 - 1989